# Josep Montràs i Rovira
Josep Montràs i Rovira (19 de setembre de 1946) és un polític català, alcalde de Moià entre els anys 1983 i 2011 per Convergència i Unió.

## Biografia
Va governar set legislatures consecutives, i va guanyar tots els comicis amb majoria absoluta, fet que el va convertit en aquell moment en l'alcalde d'una població de més de 1.000 habitants més longeu de Catalunya. El 2010 va anunciar que no es tornaria a presentar com a alcaldable, ja que va decidir jubilar-se. També va ser president del Consorci del Moianès durant 15 anys, així com conseller de turisme del Consell Comarcal del Bages. Va promoure activament la creació de la comarca del Moianès, que es va fer realitat el 2015.
Prèviament al càrrec d'alcalde, el 1979-1983, fou regidor d'hisenda i sanitat també a Moià, quan governava Sebastià Ubasart de la Unión del Centro Democratico (UCD).
Al final del vuitè mandat de Josep Montràs, el deute per habitant de Moià era el segon més alt de la Catalunya central, amb 8,5 milions d'euros (2010). Però l'entrada d'Ara Moià a l'alcaldia (maig 2011) va evidenciar que el deute municipal era de 25 milions d'euros, el 400% del pressupost del consistori, i el poble va entrar en fallida tècnica. El ressò mediàtic d'aquest cas va arribar fins al diari anglès The Daily Telegraph, que en un reportatge sobre la crisi a Espanya, va dir que Moià estava "podrit fins al moll de l'os". Després de deixar l'alcaldia, Montràs va ser condemnat el 2016 per no evitar la contaminació amb abocaments industrials del torrent de l'Ocella, i va ser acusat el 2017 d'haver afavorit convenis urbanístics irregulars, acusació de la qual va ser absolt el 2018.
A nivell empresarial, Josep Montràs va ser conseller, president i apoderat de dues empreses, la Societat Municipal MoiàFutur S.A. i Aigües de Moià S.A. També va ser "guardonat d'honor" pel Consell Superior Europeu de Doctors i Doctors Honoris Causa (CONSEDOC).